# Cuando tú no estás
Cuando tú no estás és una pel·lícula espanyola de 1966; rodada en Madrid, Pedraza i Segòvia; dirigida per Mario Camus, amb l'actuació de Raphael, María José Alfonso, Ricardo Lucía, Margaret B. Peters, José Martín, Raúl Matas, Concha Gómez Conde, Carlos Otero, Mari Paz Ballesteros i Erasmo Pascual.

## Sinopsi
Després d'una gira sense èxit per Espanya amb una companyia de varietats, el cantant Raphael decideix anar a Madrid per a triomfar en el món discogràfic. Al principi viu en un ambient bohemi envoltat de tota classe d'artistes que, com ell, somien amb l'èxit. Un dia, canta en un programa radiofònic per a mestresses de casa, i allí coneix a Lina, una famosa periodista que s'interessa per ell i que canviarà el seu destí.

## Repartiment
- Raphael (Raphael)
- María José Alfonso (Lina)
- Ricardo Lucía (Jorge)
- Margaret B. Peters (Laura)
- Pepe Martín (Juan (José Martín))
- Raúl Matas (Presentador)
- Concha Gómez Conde (Teresa)
- Carlos Otero (Doctor)
- Mari Paz Ballesteros (Ana)
- Erasmo Pascual (Chomín)
- Ángel Menéndez (Federico)
- Montserrat Julio
- Mercedes Carrasco
- Marisa Aroca

## Cançons
- "Cuando tú no Estás"[4]
- ”Estuve Enamorado”
- ”Desde aquel Día”
- ”Yo no tengo a Nadie”
- ”Poco a Poco”
- ”Piénsalo”
- ”Mi regalo”

## Premis
Manuel Alejandro va guanyar el premi a la millor música als Premis del Sindicat Nacional de l'Espectacle de 1966.